# 荒川泰彦
荒川 泰彦（あらかわ やすひこ、1952年11月26日 - ）は、日本の工学者。専門は量子ナノデバイス工学。愛知県名古屋市千種区出身。
東京大学ナノ量子情報エレクトロニクス研究機構量子イノベーション協創センター長、東京大学名誉教授。

## 略歴
- 1971年 - 愛知県立旭丘高等学校卒業
- 1975年 - 東京大学工学部電子工学科卒業
- 1977年 - 東京大学大学院工学研究科修士課程電気工学専攻修了
- 1980年 - 東京大学大学院工学研究科博士課程電気工学専攻修了（工学博士）
- 1980年 - 東京大学生産技術研究所講師
- 1981年 - 東京大学生産技術研究所助教授
- 1984年 - カリフォルニア工科大学客員研究員（1986年まで)
- 1988年 - 東京大学先端科学技術研究センター助教授
- 1993年 - 東京大学生産技術研究所教授
- 1997年 - 東京大学国際産学共同研究センター教授
- 1999年 - 東京大学先端科学技術研究センター教授
- 2002年 - 東京大学生産技術研究所ナノエレクトロニクス連携研究センター長
- 2006年 - 東京大学ナノ量子情報エレクトロニクス研究機構長
- 2009年 - ミュンヘン工科大学客員教授（2011年まで）
- 2012年 - 東京大学生産技術研究所教授、光電子融合研究センター長
- 2017年 - 全米技術アカデミー会員
- 2018年 - 定年退職、東京大学名誉教授
- 2018年 - 東京大学ナノ量子情報エレクトロニクス研究機構特任教授
- 2018年 - 同機構量子イノベーション協創センター長

## 業績
東京大学の榊裕之名誉教授と共にそれまでの量子薄膜構造を更に高度化し、半導体中の電子を次元的に閉じこめるエピタキシャル量子ドット（epitaxial quantum dot）の概念を提示し、またその応用として量子ドットレーザーを提案した。

## 受賞・叙勲
- 1991年 - 電子情報通信学会業績賞
- 1992年 - 日本IBM科学賞
- 1993年 - 服部報公賞
- 2000年 - 電子情報通信学会エレクトロニクスソサイエティ賞
- 2002年 - 日産科学賞
- 2002年 - Quantum Devices Award
- 2004年 - 江崎玲於奈賞
- 2004年 - IEEE/LEOS William Streifer Award
- 2006年 - Wall Street Journal Technology Innovation Award
- 2007年 - 藤原賞
- 2007年 - 産学官連携功労者表彰内閣総理大臣賞
- 2009年 - IEEEデイヴィッド・サーノフ賞
- 2009年 - IEEE Spectrum Winners
- 2009年 - 紫綬褒章[3]
- 2010年 - C&C賞
- 2011年 - OSA Nick Holonyak, Jr. Award
- 2011年 - ヴェルカー賞
- 2012年 - 応用物理学会化合物半導体エレクトロニクス賞：赤﨑勇賞
- 2012年 - 中日文化賞
- 2013年 - 応用物理学会業績賞
- 2017年 - 日本学士院賞[3]
- 2019年 - IEEE ジュンイチ・ニシザワメダル
- 2023年 - 文化功労者[4]
- 2024年 - 市村学術賞 本賞